# Чемпионат Бутана по футболу
Дивизион А — высшая лига чемпионата Бутана по футболу.
Первый раз матчи в дивизионе А были проведены в период с 7 июля по 3 августа 2007 года. Все матчи проводились на стадионе «Чанг Джиджи» (англ. Chang Jiji), по одному матчу в день.

## Победители предыдущих чемпионатов
- 1986: ФК Королевской бутанской армии[англ.]
- 1987—1995: нет информации
- 1996: Друк Пол
- 1997: Друк Пол
- 1998: Друк Пол
- 1999: Друк Пол
- 2000: Друк Пол
- 2001: Друк Стар
- 2002: Друк Пол
- 2003: Друк Пол
- 2004: Транспорт Юнайтед
- 2005: Транспорт Юнайтед
- 2006: Транспорт Юнайтед
- 2007: Транспорт Юнайтед
- 2008: Йидзин
- 2009: Друк Стар
- 2010: Йидзин
- 2011: Йидзин
- 2012: Друк Пол
- 2013: Йидзин

## Чемпионы
| Клуб                                                | Всего побед |
| --------------------------------------------------- | ----------- |
| Друк Пол (включая «ФК Королевская бутанская армия») | 8           |
| Транспорт Юнайтед                                   | 4           |
| Друк Стар                                           | 2           |
| Йидзин                                              | 2           |

## Бутанская Национальная Лига
В 2012 году Федерацией футбола Бутана была образована Бутанская Национальная Лига, её спонсором выступила компания Coca Cola. В состав лиги вошли три команды: три представляли Тхимпху (три лучшие команды Дивизиона А сезона 2012 года), остальные были из других регионов страны.
- 2012—2013: Йидзин
- 2013: Угьен Академия
- 2014: Друк Юнайтед
- 2015: Тертон